# Mundialito (nữ)
Mundialito (tiếng Tây Ban Nha nghĩa là "World Cup nhỏ") là một giải bóng đá nữ quốc tế được tổ chức tại Ý. Giải được tổ chức bốn lần kể từ năm 1984 và từng là một trong những giải bóng đá nữ quốc tế danh giá nhất trước khi Giải vô địch bóng đá nữ thế giới và bóng đá nữ Thế vận hội ra đời.
Một giải đấu tường đương với Mundialito từng được tổ chức tại Nhật Bản vào tháng 9 năm 1981. Ý hòa 1–1 với Đan Mạch và thắng Nhật Bản 9–0, trong khi Anh thắng Nhật 4–0 nhưng thua 1–0 trước Đan Mạch. Các trận Nhật gặp Đan Mạch và Anh gặp Ý không được tổ chức.
Vào năm 1984 và 1985, các đội thi đấu vòng tròn một lượt và thi đấu thêm một trận chung kết và tranh hạng ba. Vào năm 1986 và 1988 giải gồm hai bảng, đội đầu mỗi bảng sẽ đá trận chung kết.
Các đội thành công nhất là Anh và Ý khi đều có hai lần vô địch. Giải năm 1985 là lần đầu xuất trận của Hoa Kỳ.
Algarve Cup, một giải đấu giao hữu bóng đá nữ thường niên, cũng được gọi là Mundialito.

## Lịch sử
| Năm  |         | Chung kết  | Chung kết | Chung kết    |       | Tranh hạng ba | Tranh hạng ba | Tranh hạng ba |
| Năm  | Vô địch | Tỉ số      | Á quân    | Hạng ba      | Tỉ số | Hạng tư       |               |               |
| 1984 | · Ý     | 3–1        | · Tây Đức | · Anh        | 2–1   | · Bỉ          |               |               |
| 1985 | · Anh   | 3–2        | · Ý       | · Đan Mạch   | 1–0   | · Hoa Kỳ      |               |               |
| 1986 | · Ý     | 1–0        | · Hoa Kỳ  | · Trung Quốc | 2–1   | · Nhật Bản    |               |               |
| 1988 | · Anh   | 2–1 (h.p.) | · Ý       | · Hoa Kỳ     | 1–0   | · Pháp        |               |               |